# Lisa Teige
Lisa Teige (Bergen, 19 gennaio 1998) è un'attrice norvegese, conosciuta per i ruoli di protagonista  nella serie televisiva norvegese Skam  (2015-2017) e nel film Battle  (2018).

## Filmografia

### Cinema
- Forestillingen (2016)
- Battle (2018)
- Battle: Freestyle (2022)

### Televisione
- Skam – serie TV (2015-2017)
- Håbet a.k.a. Finding Home – miniserie TV (2018)